# Alexander Knauf
Alexander Knauf (9 de enero de 2002) es un deportista estadounidense que compite en judo. En los Juegos Panamericanos de 2023 obtuvo una medalla de bronce en la categoría de –90 kg.

## Palmarés internacional
| Juegos Panamericanos | Juegos Panamericanos | Juegos Panamericanos | Juegos Panamericanos |
| Año                  | Lugar                | Medalla              | Categoría            |
| -------------------- | -------------------- | -------------------- | -------------------- |
| 2023                 | Santiago (Chile)     | Medalla de bronce    | –90 kg               |